# Maaike Mertens
Maaike Mertens is een personage uit de Vlaamse soap Thuis. Maaike, gespeeld door Liesbeth Adriaenssens, maakte tussen 2005 en 2006 deel uit van de serie.

## Biografie
Na de scheiding met Martine verhuurde Eric een kamer in de loft. Maaike, een jonge toneelstudente, huurde ze. Ze kon het heel goed vinden met Eric, maar niet met Martine en nog minder met Sofie. Ze gingen vaak samen joggen, repeteerden de toneelteksten van Maaike en gingen soms samen op reportage.
Maaike loog echter tegen haar ouders over haar studiekeuze, zij wisten niet dat zij toneel studeerde.
Maaike was verliefd op Eric en Eric had ook wel gevoelens voor Maaike, maar door het leeftijdsverschil (Erics dochter Sofie was even oud als Maaike) wilde hij geen relatie beginnen. Wanneer Maaike naakt voor hem stond en Eric haar afwees, pakte Maaike haar koffers en zocht een ander kot.